# Arheološko nalazište Sipćina
Arheološko nalazište Sipćina, arheološko nalazište u mjestu Okešinec i gradu Križ, zaštićeno kulturno dobro.

## Opis
Anitčki građevinski sklop površine ca. 200 m2 sastoji se nekoliko prostorija, od kojih sjeverna prostorija završava polukružnom apsidom. Unutar apsidalnog prostora otkriveni su ostaci žbukane podnice, dok su u prostoriji u nastavku pronađeni ostaci opečnog opločenja. Velike količine tubula ukazuju da je kompleks imalao sustav podnog i zidnog grijanja. Žbuka je bila oslikana, a sudeći po velikoj količini tesera, podovi nekih prostorija bili su mozaični.
Ispod podnice apside nalazi se kanal pravilnog pravokutnog presjeka u kojem je otkrivena veća količina keramike i jedan željezni nož manjih dimenzija.
Prema rezultatima arheoloških i geofizičkih istraživanja kompleks predstavlja rimski vojni logor, pomoćnu stanicu ili privremeno boravište rimske vojske.

## Zaštita
Pod oznakom Z-7649 zavedena je kao nepokretno kulturno dobro - pojedinačno, pravna statusa zaštićena kulturnog dobra.